# هورنی بیلا
هورنی بیلا (به چکی: Horní Bělá) یک منطقهٔ مسکونی در جمهوری چک است که در ناحیه پلزن-شمالی واقع شده‌است. هورنی بیلا ۱۸٫۳۹ کیلومتر مربع مساحت و ۵۴۰ نفر جمعیت دارد و ۵۱۳ متر بالاتر از سطح دریا واقع شده‌است.